# John Hartigan
John Hartigan est un personnage du comics Sin City de Frank Miller.

## Biographie fictive
John Hartigan est un des rares policiers honnêtes de Sin City. Alors qu'il approche de sa retraite et qu'il souffre d'angines de poitrine, John s'est promis de secourir avant tout Nancy Callahan, une gamine de onze ans prisonnière de Roark Junior, un pédophile fils de sénateur. Il castre Roark Junior et sauve l'enfant, mais le père sénateur du violeur, pour protéger son fils, fait accuser Hartigan du viol de la jeune fille et de la mutilation de son fils.
Celui-ci est condamné à huit ans de prison. Nancy avant qu'il soit enfermé, lui promet de lui écrire toutes les semaines sous le nom de Cordelia. Ce qu'elle fait jusqu'au jour où elle n'écrit plus pendant des mois.
Un homme jaune et puant (Yellow Bastard) donne une lettre à John contenant un doigt. Ce dernier pense alors que quelqu'un a retrouvé Nancy pour la tuer. Prêt à tout pour la retrouver il avoue les crimes dont il est accusé (qu'il n'a pourtant pas commis) et est libéré.
Une fois arrivé à un bar, il reconnaît Nancy, devenue strip-teaseuse, et l'homme puant derrière lui. L'homme puant était en fait le fils du sénateur Roark, rafistolé de partout. Celui-ci fait pendre Hartigan et le laisse pour mort tandis qu'il emmène Nancy. Hartigan, ayant réussi à se libérer, va au secours de Nancy à la ferme de la famille Roark et tue sauvagement le fils du sénateur. Après un moment de réflexion il décide de se suicider pour protéger Nancy du sénateur Roark.

## Œuvres où le personnage apparaît

### Comics
- Cet Enfant de salaud (That Yellow Bastard) (Vertige Graphic, et Rackham 1997)
- Just Another Saturday Night dans Des filles et des flingues (Booze, Broads, & Bullets) (Vertige Graphic, et Rackham 1999)

### Cinéma
- Sin City (2005) de Robert Rodriguez et Frank Miller. Il est interprété par Bruce Willis
- Sin City : J'ai tué pour elle (Sin City: A Dame to Kill For) (2013) de Frank Miller et Robert Rodriguez. Il est interprété par Bruce Willis